# Zyconix
Zyconix est un jeu vidéo de puzzle développé par Miracle Games et édité par Accolade, sorti en 1992 sur DOS et Amiga.

## Accueil
- Aktueller Software Markt : 9/12 (Amiga)[1] – 7/12 (DOS)[2]
- Joystick : 76 % (Amiga)[3]